# Porokolczak żółtawobiały
Porokolczak żółtawobiały (Butyrea luteoalba (P. Karst.) Miettinen) – gatunek grzybów należący do rodziny ząbkowcowatych (Steccherinaceae).

## Systematyka i nazewnictwo
Pozycja w klasyfikacji według Index Fungorum: Butyrea, Steccherinaceae, Polyporales, Incertae sedis, Agaricomycetes, Agaricomycotina, Basidiomycota, Fungi.
Po raz pierwszy takson ten opisał w 1887r. Petter Adolf Karsten, nadając mu nazwę Physisporus luteoalbus. Potem zaliczany był do różnych innych rodzajów. Obecną, uznaną przez Index Fungorum nazwę nadał w 2016 r. Otto Miettinen przenosząc go do rodzaju Butyrea.
Ma 9 synonimów:

- Chaetoporellus luteoalbus (P. Karst.) Bondartsev 1953
- Chaetoporus luteoalbus (P. Karst.) M.P. Christ. 1960
- Irpex luteoalbus (P. Karst.) Kotir. & Saaren. 2002
- Junghuhnia luteoalba (P. Karst.) Ryvarden 1972
- Physisporus luteoalbus P. Karst. 1887
- Polyporus luteoalbus (P. Karst.) Lind 1913
- Poria calcea f. luteoalba (P. Karst.) Bourdot & Galzin 1925
- Poria luteoalba (P. Karst.) Sacc. 1888
- Steccherinum luteoalbum (P. Karst.) Vesterh. 1996[2].

Stanisław Domański w 1965 r. nadał mu polską nazwę włosak różnobarwny, Władysław Wojewoda w 2003 r. zmienił ją na porokolczak żółtawobiały. Obydwie nazwy są niespójne z aktualną nazwą naukową.

## Morfologia
Owocnik
Roczny, szeroko rozpostarty, trudny do oddzielenia od podłoża, o szerokości do 20 cm. Powierzchnia porów w stanie świeżym kremowa, po wyschnięciu blado płowożółta, pory okrągłe lub kanciaste, 4–8 na mm z cienkimi wypustkami, które wkrótce stają się poszarpane. Brzeg płodny lub sterylny o barwie kości słoniowej, cienki, lekko strzępiasty, o szerokości do 1 mm. Subikulum w kolorze kremowym do blado płowego, twardo-włókniste, o grubości poniżej 1 mm. Warstwa rurek tej samej barwy co subikulum lub nieco ciemniejsza, o grubości do 2 mm. Smak łagodny. Powoduje białą zgniliznę drewna iglastego.
Cechy mikroskopowe
System strzępkowy dimityczny. Strzępki generatywne w subikulum cienkościenne, ze sprzążkami, rzadko rozgałęzione, ze sprzążkami, o średnicy 2–4 µm, niektóre w pobliżu podłoża mają średnicę do 8 µm. Strzępki szkieletowe w subikulum szkliste, grubościenne, bezprzegrodowe, z rzadkimi rozgałęzieniami, o średnicy 2–6 µm. Strzępki szkieletowe w subikulum grubościenne, szkliste, bez przegród, rzadko rozgałęzione, o średnicy 2–4 µm, strzępki w tramie podobne. Cystydy liczne lub rzadkie, grubościenne, mocno inkrustowane, maczugowate do wrzecionowatych, 40–70 × 9–14 µm, całkowicie zagłębione w hymenium, lub wystające na 30 µm, zwykle najliczniejsze w pobliżu krawędzi rozwarstwiania i wyrastające z subhymenialnych strzępek szkieletowych. Są także wrzecionowate, cienkościenne cystydiole 13–27 × 4–5 µm, ze sprzążką u podstawy, zwykle z obfitymi kołkami strzępkowymi. Podstawki maczugowate, 4-sterygmowe, 13–20 × 4–5,5 µm, ze sprzążką bazalną. Bazydiospory cylindryczne, proste do lekko zakrzywionych, szkliste, gładkie, w odczynniku Melzera nieamyloidalne, 4–5 × 1,5–2 µm.

## Zasięg występowania i siedlisko
Najwięcej stanowisk podano w Europie, ale występuje także w Ameryce Północnej, Azji i Australii. W Polsce W. Wojewoda w 2003 r. przytoczył 2 stanowiska. Na Czerwonej liście roślin i grzybów Polski ma status gatunku rzadkiego – potencjalnie zagrożonego z powodu ograniczonego zasięgu geograficznego i małych obszarów siedliskowych.
Występuje na martwym drewnie drzew iglastych, zwłaszcza sosny Pinus, ale także na świerkach Picea. W Ameryce Północnej notowany z szeregu rodzajów drzew iglastych, w tym jodła Abies, modrzew Larix, sosna, daglezja Pseudotsuga i choina Tsuga. Występuje często na okorowanych kłodach w miejscach nasłonecznionych i otwartych.